# Máscara do Remorso

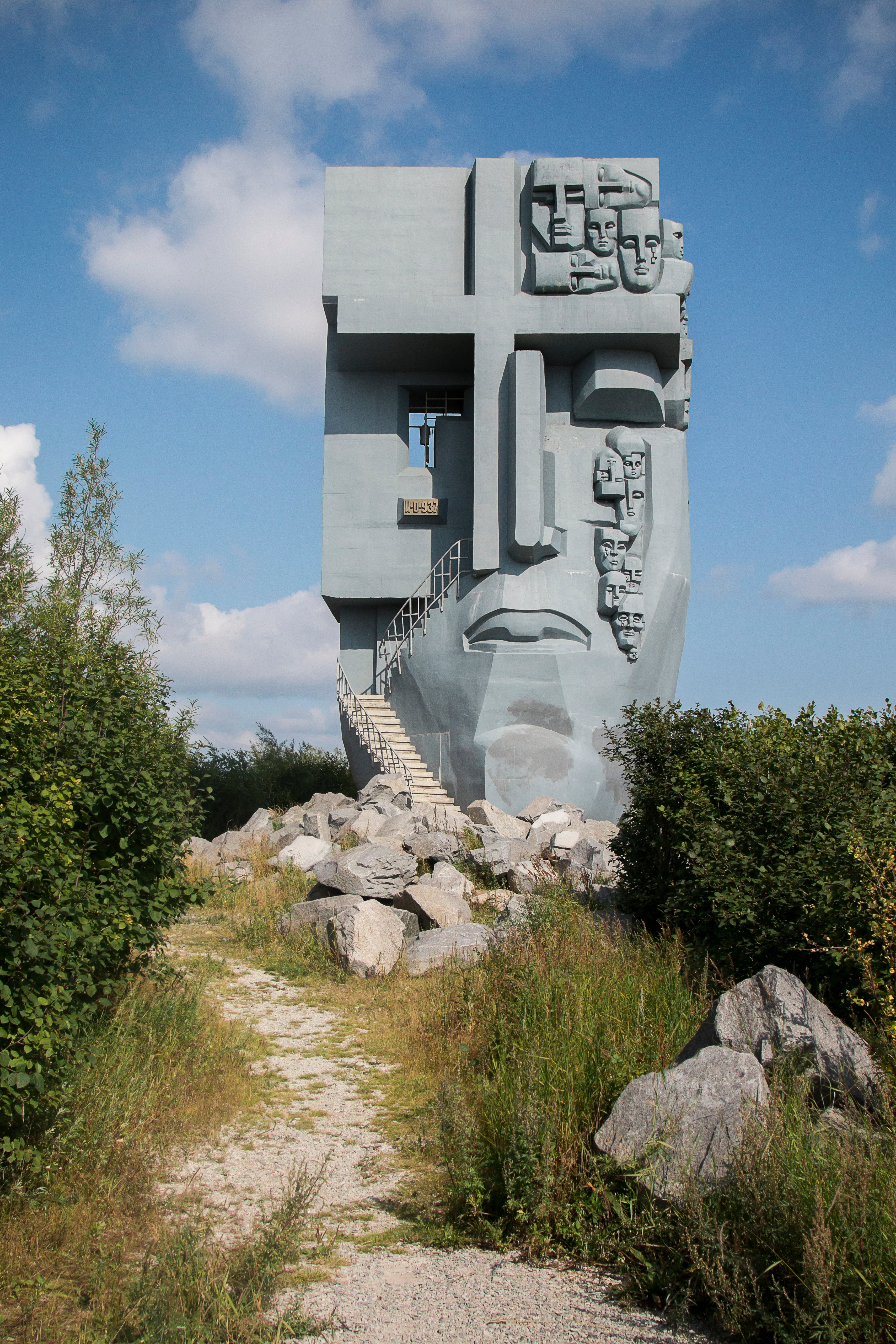
Monumento para as vítimas de repressão política stalinista em Krutaya, Magadan.

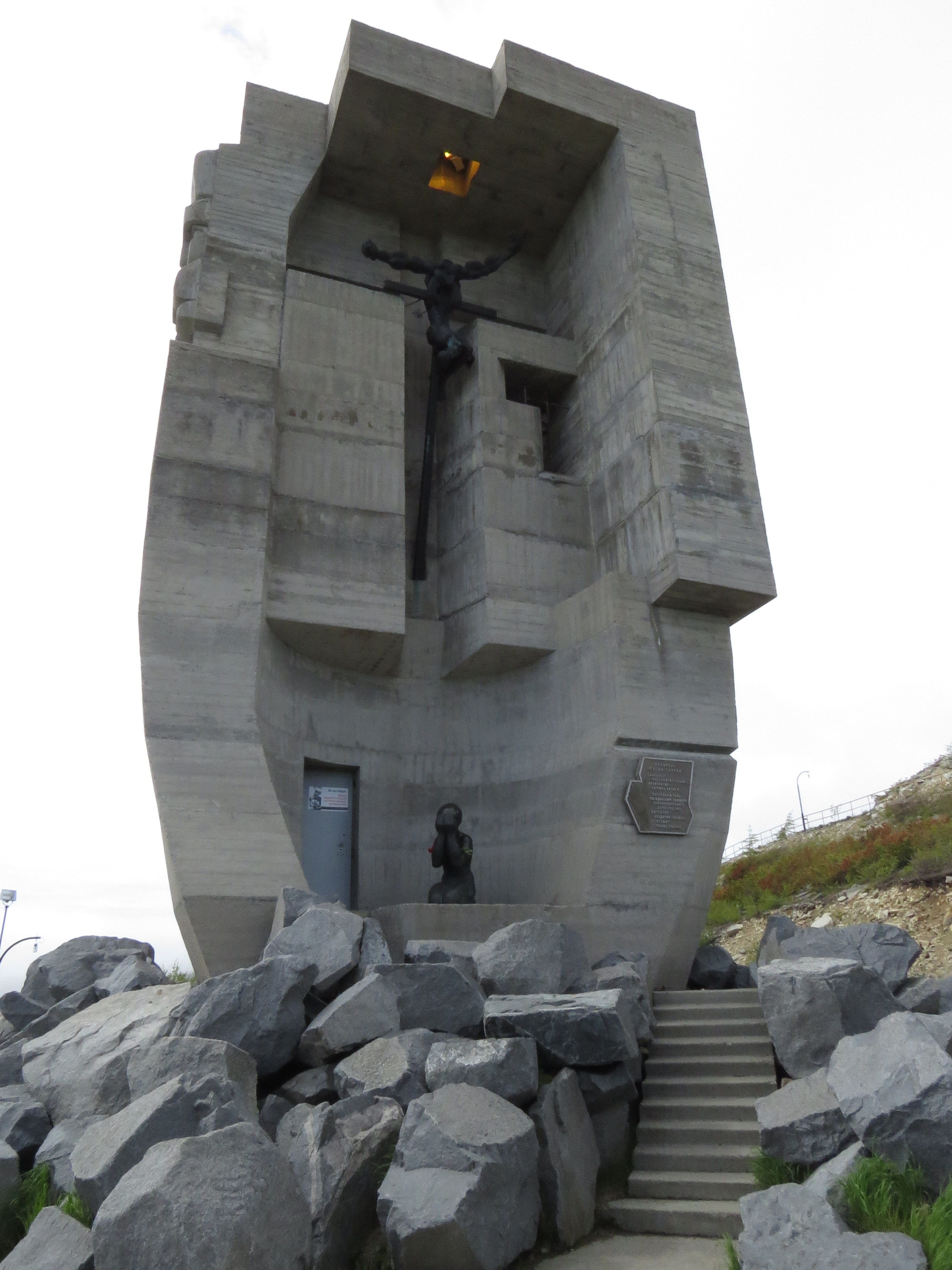
Parte posterior do monumento.

A Máscara do Remorso é um monumento localizado em uma colina perto de Magadan, na Rússia.
Ele homenageia as centenas de milhares de prisioneiros que sofreram e morreram nos Gulags da região de Kolimá, na União Soviética, nos anos trinta e quarenta do século XX. Consiste em um grande rosto de pedra, de cujo olho esquerdo vem lágrimas com a forma de faces. O olho direito tem a forma de uma janela barrada, na parte posterior são retratadas uma jovem mulher lágrima e um homem sem cabeça em uma cruz. No interior há uma reprodução de uma célula de prisão típica da era estalinista. Abaixo da máscara estão gravadas na pedra os nomes de muitos dos campos de trabalho forçado de Kolyma e os símbolos das religiões daqueles que morreram sofrendo com isso.
O monumento foi inaugurado em 12 de junho de 1996, com a ajuda do governo russo e contribuições financeiras de sete cidades russas, incluindo Magadan. O design foi criado pelo famoso escultor Ernst Neizvestny, cujos pais foram vítimas das purgas stalinistas da década de 1930; O monumento foi construído por Kamil Kazaev. A máscara mede 15 metros de altura e 56 metros cúbicos de espaço. Do seu topo, acessível por uma escada, se pode apreciar a vista da cidade de Magadan e da baía de Okhotsk.
De acordo com o autor do monumento, o rosto da máscara se divide em duas seções, uma delas se refere à punição e o encarceramento no Gulag no passado, enquanto a outra se relaciona com o ato de luto e a obrigação da memória no presente.